# Rock Gunners HC
Rock Gunners Hockey Club is een hockeyclub uit Gibraltar.
Rock Gunners HC is een van de weinige hockeyclubs die het kleine Britse overzeese gebied rijk is. De club is meervoudig kampioen van Gibraltar en nam tweemaal deel aan het belangrijkste Europese bekertoernooi: in 1980 te Barcelona en in 1983 in Den Haag.